# Vietnam Air Services Company
Vietnam Air Services Company (VASCO) (en vietnamita: Công ty bay dịch vụ hàng không) es una aerolínea en Vietnam con sede en el Tân Bình, Ciudad de Ho Chi Minh. Opera vuelos regulares desde su base de operaciones en el Aeropuerto Internacional Tan Son Nhat en el sur del país, VASCO es una filial propiedad de Vietnam Airlines. También lleva a cabo vuelos chárter, evacuaciones médicas, operaciones de búsqueda y rescate, vuelos a plataformas petrolíferas, y otros servicios aeronáuticos.
VASCO fue fundada mediante directiva gubernamental en 1987, y fue en origen parte de Vietnam Airlines, la compañía nacional. Inició sus operaciones regulares de un modo independiente de Vietnam Airlines en 2004, y se recibió la aprobación para ser vendida parcialmente. Se anunció que Vietnam Airlines quería usar VASCO con una estructura de aerolínea de bajo coste, en unión con inversores extranjeros.

## Destinos

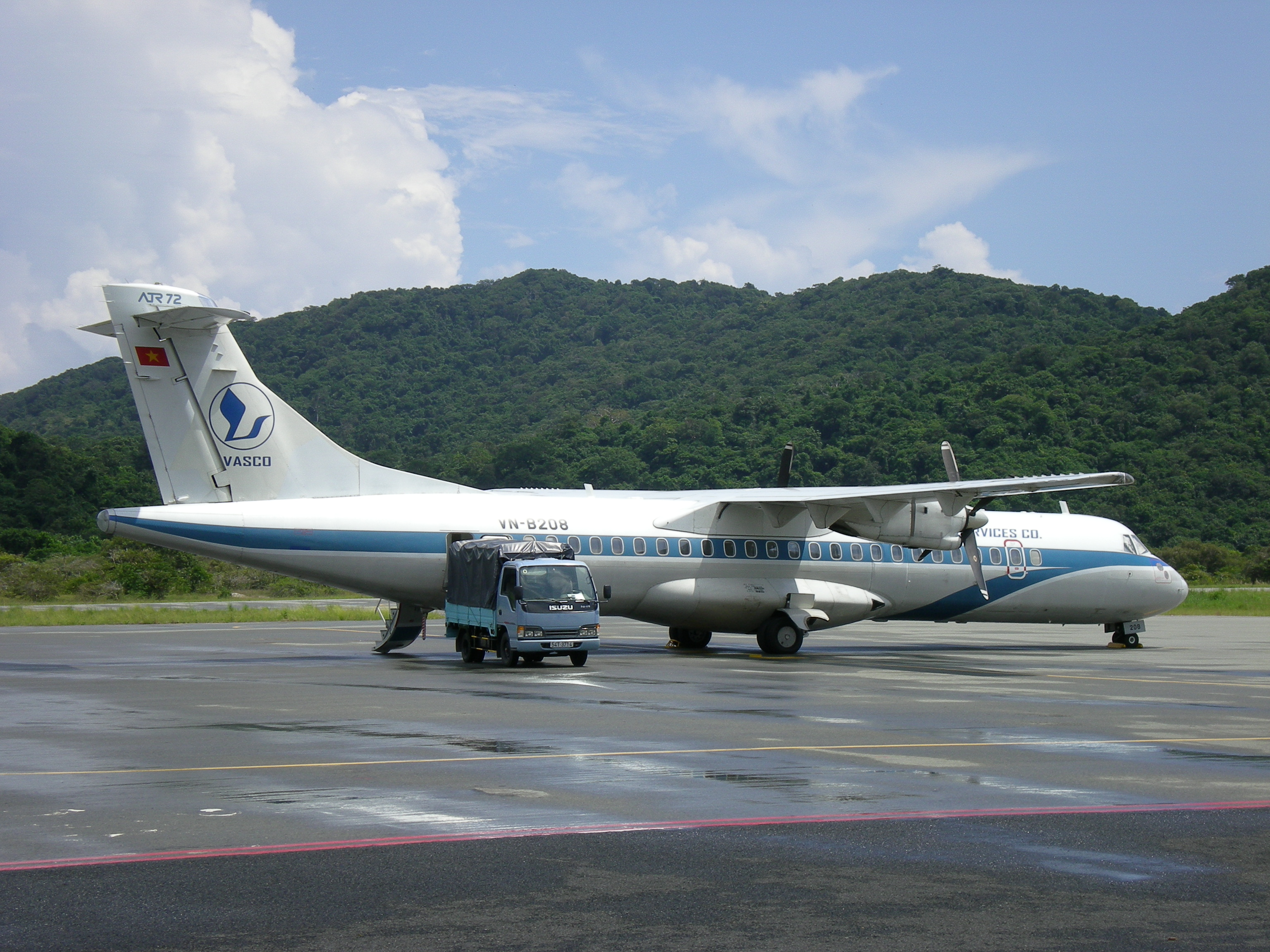
Un ATR-72 de VASCO estacionado en el aeropuerto Con Dao, Vietnam.

VASCO actualmente opera a seis destinos domésticos en Vietnam.
| País    | Destinos           | Aeropuertos                           |
| ------- | ------------------ | ------------------------------------- |
| Vietnam | Cà Mau             | Aeropuerto de Cà Mau                  |
| Vietnam | Cần Thơ            | Aeropuerto de Cần Thơ                 |
| Vietnam | Ciudad Ho Chi Minh | Aeropuerto Internacional Tan Son Nhat |
| Vietnam | Côn Đảo            | Aeropuerto de Côn Đảo                 |
| Vietnam | Đà Lạt             | Aeropuerto Lien Khuong                |
| Vietnam | Rạch Giá           | Aeropuerto de Rạch Giá                |

## Flota

### Flota actual
La flota se compone de las siguientes aeronaves:

## Reestructuración
En mayo de 2013 se creía que Vietnam Airlines, la matriz de VASCO, quería convertir a la filial en una compañía de bajo coste, para posteriormente cambiar el nombre operativo de VASCO por el de Viet Air. Se creía también que operaría vuelos domésticos en Vietnam a destinos de bajos rendimientos para hacer frente a Jetstar Pacific Airlines y VietJet Air. Vietnam Airlines añadiría más aviones a la flota de Viet Air si el plan se llegaba a materializar.